# Agylloides
Agylloides är ett släkte av fjärilar. Agylloides ingår i familjen björnspinnare.
Kladogram enligt Catalogue of Life:
| Agylloides | \| \| Agylloides asurella \| \| \| \| \| \| Agylloides obscurella \| \| \| \| \| \| Agylloides problematica \| \| \| \| |
|            | \| \| Agylloides asurella \| \| \| \| \| \| Agylloides obscurella \| \| \| \| \| \| Agylloides problematica \| \| \| \| |
|            | Agylloides asurella |
|            | |
|            | Agylloides obscurella                                                                                                   |
|            | |
|            | Agylloides problematica                                                                                                 |
|            | |